# Artémon Simbananiye
Artémon Simbananiye (Matana, 1935-22 de julio de 2024) fue un abogado y político burundés, que se desempeñó como Ministro de Justicia y Ministro de Relaciones Exteriores de Burundi.

## Primeros años
Nació en 1935 en Bihanga, un asentamiento cerca de Matana, en la provincia de Bururi, entonces parte de la colonia belga de Ruanda-Urundi. Étnicamente, pertenece al clan Babanda de la etnia Hima, perteneciente a al grupo étnico tutsi ampliado. Estudió en Bélgica y Francia y se licenció en derecho en la Universidad de París en 1962.

## Carrera política
Uno de los primeros miembros del partido político Unión para el Progreso Nacional (UPRONA), a su regreso a Burundi en 1962, fue nombrado director general del Ministerio de Justicia. El 10 de septiembre de 1965, el Rey Mwambutsa IV de Burundi lo nombró Secretario de Estado de Justicia, en sustitución de Joseph Bukera. Tras el fracaso de un intento de golpe de Estado liderado por los hutus en octubre de ese año, se encargó de supervisar la represión gubernamental contra los líderes políticos hutus y se negó a cooperar con el delegado de la Comisión Internacional de Juristas enviado para supervisar el juicio de los presuntos golpistas.
Simbananiye se oponía al sistema monárquico, por lo que supervisó la ejecución de varios miembros del séquito de Mwambutsa después del golpe de Estado en julio de 1966, que estableció a Ntare V como Rey y a Michel Micombero como primer ministro. Retuvo su puesto en el nuevo gobierno y en agosto de 1966 derogó un decreto real que prohibía los movimientos políticos juveniles.
El 28 de noviembre de 1966, el coronel Micombero lanzó un nuevo Golpe de Estado, desplazando la monarquía y convirtiendo al país en una República con él como presidente de Burundi. Destituyó al gobierno y nombró a Simbananiye Procurador General de la nueva República de Burundi. El 6 de diciembre fue nombrado Ministro de Justicia, mientras aún ocupaba el cargo de Fiscal General. En marzo de 1967 se añadió a su cartera ministerial la responsabilidad de la Sûreté Nationale (la policía secreta del régimen) y los servicios de inmigración.
Él y el director de la Sûreté, Albert Shibura, ejercieron una amplia influencia en la política interna del régimen de Micombero, e influenció para que sus coterráneos tutsis de Matana recibieran altos cargos en el gobierno, el Ejército Nacional de Burundi y la UPRONA. Considerado por Micombero con sospecha como una posible amenaza política, en octubre de 1967 fue despojado de sus cargos durante una purga política. El mes siguiente fue encarcelado en una prisión de la provincia de Muyinga por presunta malversación de fondos estatales.
A pesar de su posición inicialmente frágil bajo Micombero, Simbananiye ascendió hasta convertirse en un miembro clave del Groupe de Bururi, una camarilla de funcionarios del régimen que provenían de la misma provincia y buscaban consolidar su propio poder. En 1971 fue nombrado Ministro de Relaciones Exteriores y ocupó los puestos ministeriales principalmente con habitantes del sur del país. En julio ayudó a organizar una purga de tutsi-banyaruguru del gobierno,los cuales provenían del norte del país y eran vistos como rivales por el Groupe de Bururi. Cuando fueron juzgados por supuestamente conspirar para matar al presidente, Simbananiye convocó a uno de sus principales abogados defensores para que lo acompañara en un viaje al extranjero, impidiendo que el abogado participara en la mayor parte del proceso. Varios de los acusados fueron hallados culpables y condenados a muerte y a cadena perpetua en enero de 1972, aunque Micombero rápidamente conmutó las sentencias y puso en libertad a la mayoría de los condenados.
Es considerado ampliamente como uno de los responsables de la violencia genocida de 1972 en contra de los hutus, que cobró entre 150.000 y 300.000 víctimas mortales. Fue en su calidad de Ministro de Relaciones Exteriores que negoció el regreso a Burundi del Rey exiliado Ntare V desde Uganda, el cual sería asesinado cuando regresó, siendo uno de los desencadenante de la violencia étnica de 1972.
Dejó su puesto como Ministro de Relaciones Exteriores en 1974, y fue nombrado Embajador ante las Naciones Unidas en enero de 1977, tras el derrocamiento de Micombero en un golpe de Estado por parte de Jean-Baptiste Bagaza. Fue Embajador hasta 1981.

## Vida posterior
En 1987, abandonó Burundi y se estableció en el exilio. Regresó varios años después, proclamándose como un cristiano nacido de nuevo.